# Scopula punctistriata
Scopula punctistriata là một loài bướm đêm trong họ Geometridae.